# Codex Freerianus
El Codex Freerianus (Gregory-Aland no. I/016), α 1041 (von Soden), és un manuscrit uncial del segle v del Nou Testament. Està escrit en grec, sobre pergamí, amb lletres uncials, i es conserva a la Freer Gallery of Art (Smithsonian Institution, 06.275) a Washington DC.
El còdex conté 84 fulls de pergamí (25 x 20 cm) i conté les Epístoles Paulines. El text està escrit en una sola columna per pàgina, i 30 línies per columna.